# Papleux
Papleux és un municipi francès situat al departament de l'Aisne i a la regió dels Alts de França. L'any 2007 tenia 111 habitants.

## Demografia

### Població
El 2007 la població de fet de Papleux era de 111 persones. Hi havia 40 famílies de les quals 8 eren unipersonals (8 dones vivint soles i 8 dones vivint soles), 12 parelles sense fills i 20 parelles amb fills.
La població ha evolucionat segons el següent gràfic:
Habitants censats

### Habitatges
El 2007 hi havia 43 habitatges, 39 eren l'habitatge principal de la família, 3 eren segones residències i 1 estava desocupat. Tots els 43 habitatges eren cases. Dels 39 habitatges principals, 35 estaven ocupats pels seus propietaris i 4 estaven llogats i ocupats pels llogaters; 2 tenien dues cambres, 3 en tenien tres, 9 en tenien quatre i 25 en tenien cinc o més. 35 habitatges disposaven pel capbaix d'una plaça de pàrquing. A 15 habitatges hi havia un automòbil i a 20 n'hi havia dos o més.

### Piràmide de població
La piràmide de població per edats i sexe el 2009 era:
| Homes | Edats   | Dones |
| ----- | ------- | ----- |
| 0     | 95 o +  | 0     |
| 0     | 90 a 94 | 0     |
| 4     | 85 a 89 | 0     |
| 0     | 80 a 84 | 0     |
| 4     | 75 a 79 | 4     |
| 4     | 70 a 74 | 4     |
| 0     | 65 a 69 | 0     |
| 0     | 60 a 64 | 0     |
| 0     | 55 a 59 | 4     |
| 4     | 50 a 54 | 4     |
| 0     | 45 a 49 | 0     |
| 0     | 40 a 44 | 0     |
| 4     | 35 a 39 | 4     |
| 8     | 30 a 34 | 0     |
| 8     | 25 a 29 | 16    |
| 0     | 20 a 24 | 4     |
| 4     | 15 a 19 | 0     |
| 0     | 10 a 14 | 0     |
| 4     | 5 a 9   | 12    |
| 0     | 0 a 4   | 4     |

## Economia
El 2007 la població en edat de treballar era de 66 persones, 51 eren actives i 15 eren inactives. De les 51 persones actives 49 estaven ocupades (27 homes i 22 dones) i 2 estaven aturades (1 home i 1 dona). De les 15 persones inactives 3 estaven jubilades, 4 estaven estudiant i 8 estaven classificades com a «altres inactius».
Activitats econòmiques
Els 2 establiments que hi havia el 2007 eren d'empreses de comerç i reparació d'automòbils.
L'únic establiment comercial que hi havia el 2009 era una adrogueria.
L'any 2000 a Papleux hi havia 6 explotacions agrícoles.

## Poblacions més properes
El següent diagrama mostra les poblacions més properes.